# إرشادات الفصول الدراسية

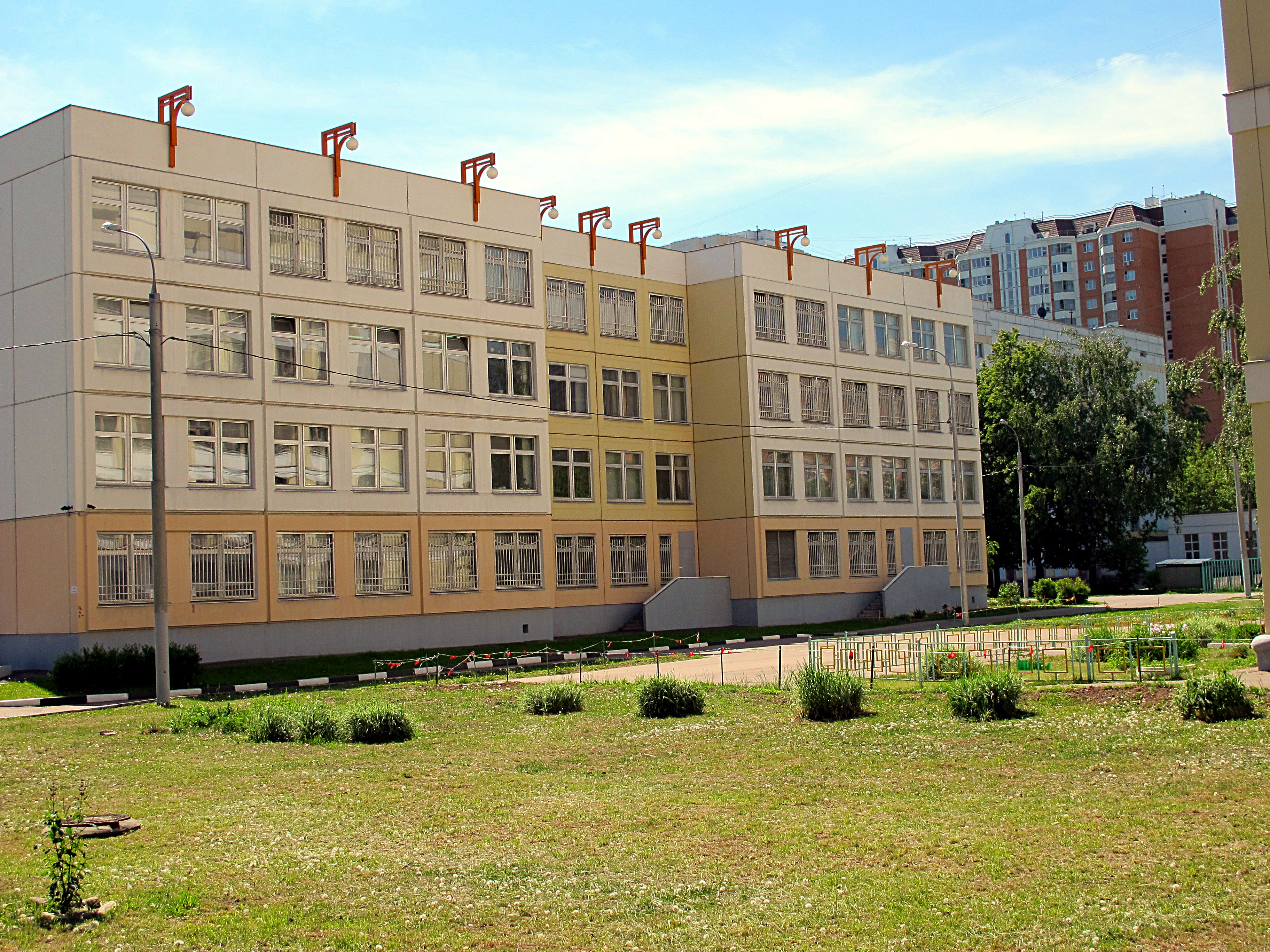
مدرسة تعليمية

إرشادات الفصول الدراسيه هي وسيلة للتطوير المهني بنسبه إلى المدرس و الإشراف السريري أو التدريب على مراقبة فصل المدرسي والنتائج الناتجه منها كانت واحدة من أكثر الأدوات المستخدمة في كثير من الأحيان في التقييم أداء المعلمين ، ولكن إلى أي مدى يساعد المعلمين على تحسين تعليمهم أمر مشكوك فيه.
ونتيجة لذلك ، فإن إرشادات الفصول الدراسية ليست مصممة للتقييم ولكن الغرض منها هو التطوير المهني و قد أكتسبت شعبية كبيرة و متزايدة 
القيادة التعلمية أمر بالغ الأهمية لتحسين التعليم و تلعب دوراٌ هاماٌ في تحصيل الطلاب العلمي . 

## نبذة
لكي تستجيب المدارس وتتكيف ، يجيب أن توجد أنظمة تخلق القدرة على المعالجة الجماعية و تطبيق المعرفة حول التعليم والتعلم . يتم تعزيز التعلم داخل المدرسة عندما تتمكن مجموعة من تحديد مشكلة و وضع خطة لحلها بشكل جماعي.
نموذج الإرشادات القادم من شركة Hewlett-Packard با ستعمل للإدارة عن طريق التجول ،قد تم تصويره على أنه نظام فعال لجمع البيانات المتعلقة بالممارسات التعليمية و تقديم الملاحظات.
يقترح إليوت إيسنر أنه لكي يكون القادة فعالين يجب أن يقضو ثلث وقتهم في الفصول الدراسية ، وعندما يقضي المديرون المزيد من الوقت في الفصول الدراسية يبلغ المعلمون عن تصور إيجابي للمدير. لتحسين جودة المعلمين يذكر سيرجيو فاني أن القيادة هي المفتاح. 
يعتمد تحسن المدارس اعتماد كبيرا على علاقة العمل بين القادة العاملين في مجال التعليم والمعلمين و يكون النجاح المنظمة مستمداما عندما يعمل القادة كمعلمين للأخرين.
يتكون نموذج إرشادات الدراسية من سلسلة من الزيارات المتكررة للفصل الدراسي حيث يكون المراقب (المراقبون) موجودين للبحث عن أدلة محددة مسبقٌا على ممارسات محددة و تستمر الملاحظات في أي مكان من دقيقتين إلى خمس وأربعين دقيقة ، وتهدف إلى دعم أعضاء هيئة التدريس في تقديم التدريس والمناهج الدراسية . 
كارولين داوني معروف لعملها في وقت مبكر في تطوير نموذج إرشادات الفصول الدراسية ومع ذلك هناك العديد من النماذج المتاحة و بعض المناطق المدرسية قد خلقت النظام الخاص بهم.الهدف من المعاينة في إرشادات الفصول الدراسية هو تقويم مباشرة و محددة للمعلمين استنادًا إلى اللقطة التي تمت ملاحظتها ويمكن بعد ذلك إعطاء الملاحظات إلى فرد،أو قد يقدم المراقب تقريراٌ عن الأنماط التي لوحظت أثناء الإرشادات التفصيلية. 
وفقًا للمجلس الوطني لتطوير الموظفين، فإن الإرشادت التفصيلية التي يشار إليها أحيانًا باسم «مانحي التعلم» يوفرون فرصة إلى:
- تعزيز الاهتمام بالممارسات التعليمية
- جمع البيانات حول الممارسة التعلمية و تعلم الطلاب
- تحفيز الحوار الجماعي حول التعليم و التعلم
- تعلم من المشاركين الأخرين
- تعميق الفهم و تحسين الممارسات من خلال التعلم من الملاحظات المستمرة.[11]

## تعريفات
الإرشادت الفصول الدراسية - ملاحظة منظمة تتطلب من المدير أو المشرف زيارة الفصول الدراسية بشكل متكرر للبحث عن ممارسات تعليمية محددة.
أستخلاص المعلومات من المدرس -النتائج المقدمة إلى المعلم بأكملها تركز على ما تقدمه في المدرسة و ليس على المعلم فقط. 
نموذج دواني للإرشادت-في وقت التفكير تكون الملاحظات غير رسمية قصيرة ،مركزة و يكون التركيز على المناهج الدراسية و التعليم و متابعة العرضية ، عملية تعاونية غير رسمية. 
البحث عن- يجب البحث عن مؤشر دقيق لاستراتيجيات التدريس التي تخبر المراقب كيف تبدو الاستراتجية وذلك عند تطبيقها على الفصول الدراسية من أجل تطويرها و تحسينها . 

## روابط خارجية
- Classroom observation is a collection of lesson observations on video useful for teacher training and professional development..
- Education Walkthrough is a mobile observation and evaluation tool for principals and administrators to perform quick walkthroughs and provide immediate feedback to teachers.